# Плужина (Сврљиг)
Плужина је насеље у општини Сврљиг у Нишавском управном округу, у Србији. Према попису из 2022. било је 157 становника (према попису из 2002. било је 370 становника).

## Име
Постоје две легенде о настанку имена села. Према првој име је потекло од српске речи плужина, као увећано значење од именице плуг (претпоставља се да су мештани села користили огроман плуг за обраду земљишта). Према другој је у давна времена поглавар села био човек звани Пувжа, кога су, ради лакшег изговора, звали Плужа, па је по њему село добило име.

## Историја
Село Плужина се помиње крајем 15. века у Турском пописном дефтеру 1478 — 1481. године, под именом Болужина. Пописано је 38 домова и 6 удовица. Пописан је и син попа који је живео у селу, што указује на евентуално постојање и цркве. Помен села крајем 15. века потврђује његово постојање у предтурском периоду.

## Географија
Село се налази у подножју планине чији је незванични назив Ропаљ, а чија највиша висина износи 618 метара; Од Сврљига је удаљено око 6 километара, а од Ниша око 31 километар. Занимљиво је да кроз насеље не протиче ниједна река, али да у њему постоји неколико бунара са изузетно чистом водом. Налази се недалеко од Нишевца, Вароши и Мечјег Дола.

## Демографија
У насељу Плужина живи 149 пунолетних становника, а просечна старост становништва износи 66,9 година (64,8 код мушкараца и 69,0 код жена). У насељу има 85 домаћинства, а просечан број чланова по домаћинству је 1,85.
Ово насеље је скоро у потпуности насељено Србима (према попису из 2002. године), а у последња четири пописа, примећен је пад у броју становника.
|  |

| Демографија | Демографија | Демографија |
| Година      | Становника  | Становника  |
| ----------- | ----------- | ----------- |
| 1948.       | 1.221       |             |
| 1953.       | 1.267       |             |
| 1961.       | 1.133       |             |
| 1971.       | 944         |             |
| 1981.       | 746         |             |
| 1991.       | 587         | 587         |
| 2002.       | 370         | 370         |
| 2011.       | 255         |             |
| 2022.       | 157         |             |

| Етнички састав према попису из 2002.‍ | Етнички састав према попису из 2002.‍ | Етнички састав према попису из 2002.‍ | Етнички састав према попису из 2002.‍ | Етнички састав према попису из 2002.‍ |
| ------------------------------------ | ------------------------------------ | ------------------------------------ | ------------------------------------ | ------------------------------------ |
|                                      |                                      |                                      |                                      |                                      |
| Срби                                 | Срби                                 |                                      | 366                                  | 98,91%                               |
| непознато                            | непознато                            |                                      | 4                                    | 1,08%                                |

| \| \| м \| \| \| ж \| \| ? \| 7 \| \| \| 7 \| \| 80+ \| 23 \| \| \| 19 \| \| 75—79 \| 24 \| \| \| 27 \| \| 70—74 \| 34 \| \| \| 27 \| \| 65—69 \| 30 \| \| \| 29 \| \| 60—64 \| 17 \| \| \| 25 \| \| 55—59 \| 16 \| \| \| 14 \| \| 50—54 \| 8 \| \| \| 8 \| \| 45—49 \| 8 \| \| \| 2 \| \| 40—44 \| 6 \| \| \| 4 \| \| 35—39 \| 3 \| \| \| 1 \| \| 30—34 \| 4 \| \| \| 2 \| \| 25—29 \| 4 \| \| \| 3 \| \| 20—24 \| 4 \| \| \| 3 \| \| 15—19 \| 0 \| \| \| 0 \| \| 10—14 \| 1 \| \| \| 0 \| \| 5—9 \| 1 \| \| \| 2 \| \| 0—4 \| 1 \| \| \| 6 \| \| Просек : \| 63,9 \| \| \| 63,6 \| |      |  |  |      |
| |      |  |  |      |
| | м    |  |  | ж    |
| ? | 7    |  |  | 7    |
| 80+ | 23   |  |  | 19   |
| 75—79 | 24   |  |  | 27   |
| 70—74 | 34   |  |  | 27   |
| 65—69 | 30   |  |  | 29   |
| 60—64 | 17   |  |  | 25   |
| 55—59 | 16   |  |  | 14   |
| 50—54 | 8    |  |  | 8    |
| 45—49 | 8    |  |  | 2    |
| 40—44 | 6    |  |  | 4    |
| 35—39 | 3    |  |  | 1    |
| 30—34 | 4    |  |  | 2    |
| 25—29 | 4    |  |  | 3    |
| 20—24 | 4    |  |  | 3    |
| 15—19 | 0    |  |  | 0    |
| 10—14 | 1    |  |  | 0    |
| 5—9 | 1    |  |  | 2    |
| 0—4 | 1    |  |  | 6    |
| Просек : | 63,9 |  |  | 63,6 |

| Година пописа     | 1948. | 1953. | 1961. | 1971. | 1981. | 1991. | 2002. |
| ----------------- | ----- | ----- | ----- | ----- | ----- | ----- | ----- |
| Број домаћинстава | 192   | 204   | 213   | 222   | 212   | 204   | 174   |

| Број чланова      | 1  | 2  | 3  | 4 | 5 | 6 | 7 | 8 | 9 | 10 и више | Просек |
| ----------------- | -- | -- | -- | - | - | - | - | - | - | --------- | ------ |
| Број домаћинстава | 48 | 91 | 19 | 7 | 3 | 3 | 2 | 1 | 0 | 0         | 2,13   |

| Пол    | Укупно | Неожењен/Неудата | Ожењен/Удата | Удовац/Удовица | Разведен/Разведена | Непознато |
| ------ | ------ | ---------------- | ------------ | -------------- | ------------------ | --------- |
| Мушки  | 188    | 22               | 129          | 35             | 2                  | 0         |
| Женски | 171    | 4                | 126          | 39             | 2                  | 0         |
| УКУПНО | 359    | 26               | 255          | 74             | 4                  | 0         |

| Пол    | Укупно                    | Пољопривреда, лов и шумарство | Рибарство                            | Вађење руде и камена | Прерађивачка индустрија       |
| ------ | ------------------------- | ----------------------------- | ------------------------------------ | -------------------- | ----------------------------- |
| Мушки  | 114                       | 93                            | 0                                    | 0                    | 15                            |
| Женски | 124                       | 120                           | 0                                    | 0                    | 3                             |
| Укупно | 238                       | 213                           | 0                                    | 0                    | 18                            |
|        |                           |                               |                                      |                      |                               |
| Пол    | Производња и снабдевање   | Грађевинарство                | Трговина                             | Хотели и ресторани   | Саобраћај, складиштење и везе |
| Мушки  | 0                         | 2                             | 0                                    | 1                    | 0                             |
| Женски | 0                         | 0                             | 0                                    | 0                    | 0                             |
| Укупно | 0                         | 2                             | 0                                    | 1                    | 0                             |
|        |                           |                               |                                      |                      |                               |
| Пол    | Финансијско посредовање   | Некретнине                    | Државна управа и одбрана             | Образовање           | Здравствени и социјални рад   |
| Мушки  | 0                         | 0                             | 2                                    | 0                    | 0                             |
| Женски | 0                         | 0                             | 0                                    | 0                    | 0                             |
| Укупно | 0                         | 0                             | 2                                    | 0                    | 0                             |
|        |                           |                               |                                      |                      |                               |
| Пол    | Остале услужне активности | Приватна домаћинства          | Екстериторијалне организације и тела | Непознато            | Непознато                     |
| Мушки  | 0                         | 0                             | 0                                    | 1                    | 1                             |
| Женски | 0                         | 0                             | 0                                    | 1                    | 1                             |
| Укупно | 0                         | 0                             | 0                                    | 2                    | 2                             |

## Занимљивости
- У селу је (као и у неким околним) 1972. године снимљен краткометражни филм Легенда о лапоту, дипломски рад редитеља Горана Паскаљевића, у коме је главну улогу играо Светислав Раденковић из Плужине.

## Значајнији људи
- Светислав Тиса Раденковић, пољопривредник и главни глумац филма Легенда о лапоту.
- Милен Раденковић, пољопривредник и мајстор. Гусле које је он направио чувају се у Етнографском музеју у Београду.
- Радослав Раденковић, доктор наука за српскохрватски језик и сакупљач народних умотворина из сврљишког краја.
- Милија Милетић, српски политичар, председник Уједињене сељачке странке и народни посланик у Народној скупштини Републике Србије.

## Саобраћај
До насеља се може доћи аутобуском линијом Сврљиг—Плужина (превозник Ниш-експрес).